# Pterochilus flavorufus
Pterochilus flavorufus är en stekelart som beskrevs av Giordani Soika. Pterochilus flavorufus ingår i släktet Pterochilus och familjen Eumenidae. Inga underarter finns listade i Catalogue of Life.